# 胡子コン
胡子髠（こしこん、? - 紀元前519年）は、春秋時代胡の君主で子爵。姓は帰、名は髠（こん）。
魯の昭公二十三年（紀元前519年）秋七月戊辰、呉は鶏父で楚と属国の頓・胡・沈・蔡・陳・許六国同盟軍を破った（鶏父の戦い）。戦前、呉公子光は胡の国君の胡子髠を評価して、沈の君主の沈子逞は幼而狂。胡子髠と沈子逞は呉の捕虜となった。